# Wielka Wieś (gmina)
Wielka Wieś – gmina wiejska w powiecie krakowskim w województwie małopolskim.
Siedziba gminy to Wielka Wieś, jednak od 2016 roku urząd gminy znajduje się w Szycach.
Na koniec 2023 roku gminę zamieszkiwało 16 455 osób.

## Struktura powierzchni
Według danych z roku 2002 gmina Wielka Wieś ma obszar 48,1 km², w tym:
- użytki rolne – 82%;
- użytki leśne – 7%.

Gmina stanowi 3,91% powierzchni powiatu.

## Demografia
Dane z 30 czerwca 2004:
| Opis                              | Ogółem | Ogółem | Kobiety | Kobiety | Mężczyźni | Mężczyźni |
| --------------------------------- | ------ | ------ | ------- | ------- | --------- | --------- |
| jednostka                         | osób   | %      | osób    | %       | osób      | %         |
| populacja                         | 9183   | 100    | 4707    | 51,3    | 4476      | 48,7      |
| gęstość zaludnienia (mieszk./km²) | 190,9  | 190,9  | 97,9    | 97,9    | 93,1      | 93,1      |

Dwunasta pod względem liczby mieszkańców gmina, na 17 gmin powiatu krakowskiego.

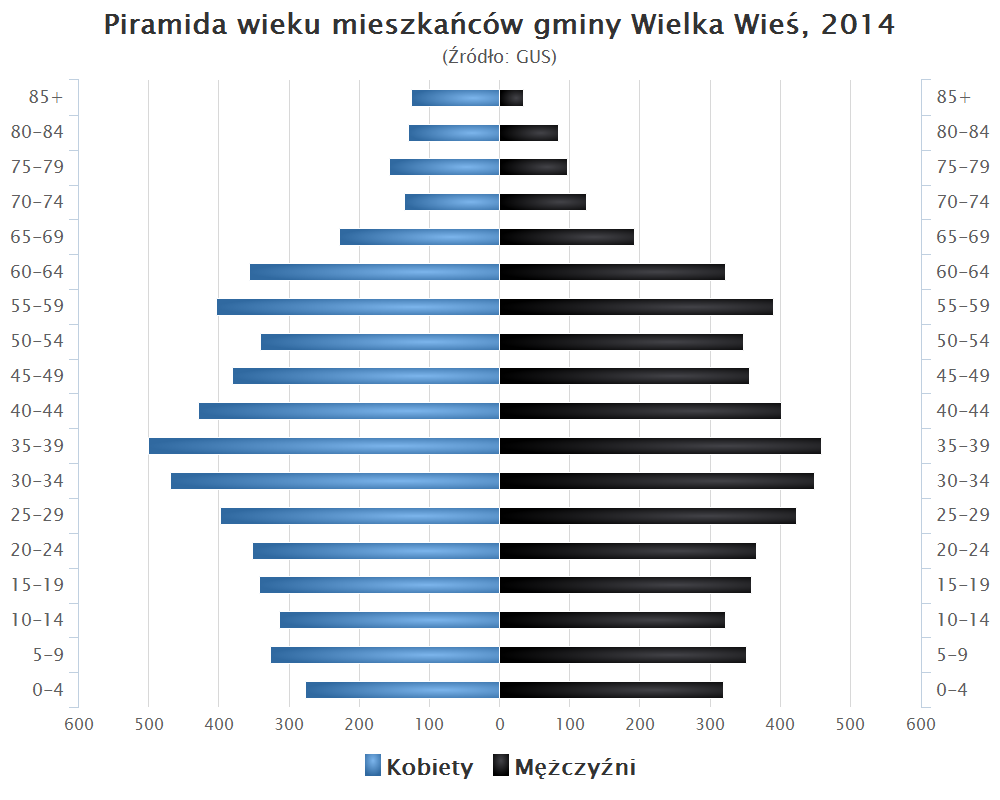
Piramida wieku mieszkańców gminy Wielka Wieś w 2014 roku

## Miejscowości
Bębło, Będkowice, Biały Kościół, Czajowice, Giebułtów, Modlnica, Modlniczka, Prądnik Korzkiewski, Szyce, Tomaszowice, Wielka Wieś, Wierzchowie.

## Sąsiednie gminy
Jerzmanowice-Przeginia, Kraków, Skała, Zabierzów, Zielonki.

## Zabytki
Obiekty wpisane do rejestru zabytków nieruchomych województwa małopolskiego:
- Biały Kościół – kościół parafialny pw. św. Mikołaja;
- Giebułtów – kościół parafialny pw. św. Idziego;
- Giebułtów – spichrz dworski, drewniany;
- Modlnica – kościół parafialny pw. św. Wojciecha oraz dzwonnica;
- Modlnica – kaplica pw. św. Wojciecha;
- Modlnica – zespół dworski, lamus, mur z wieżyczką oraz park;
- Modlnica – komora celna austriacka;
- Prądnik Korzkiewski – dawny browar, spichrz oraz stajnia;
- Prądnik Korzkiewski – dawna kuźnica, obecnie dom mieszkalny;
- Tomaszowice – zespół dworski wraz z parkiem;
- Wielka Wieś – ruiny zamku na tzw. Zamkowej Skale.

## Atrakcje turystyczne

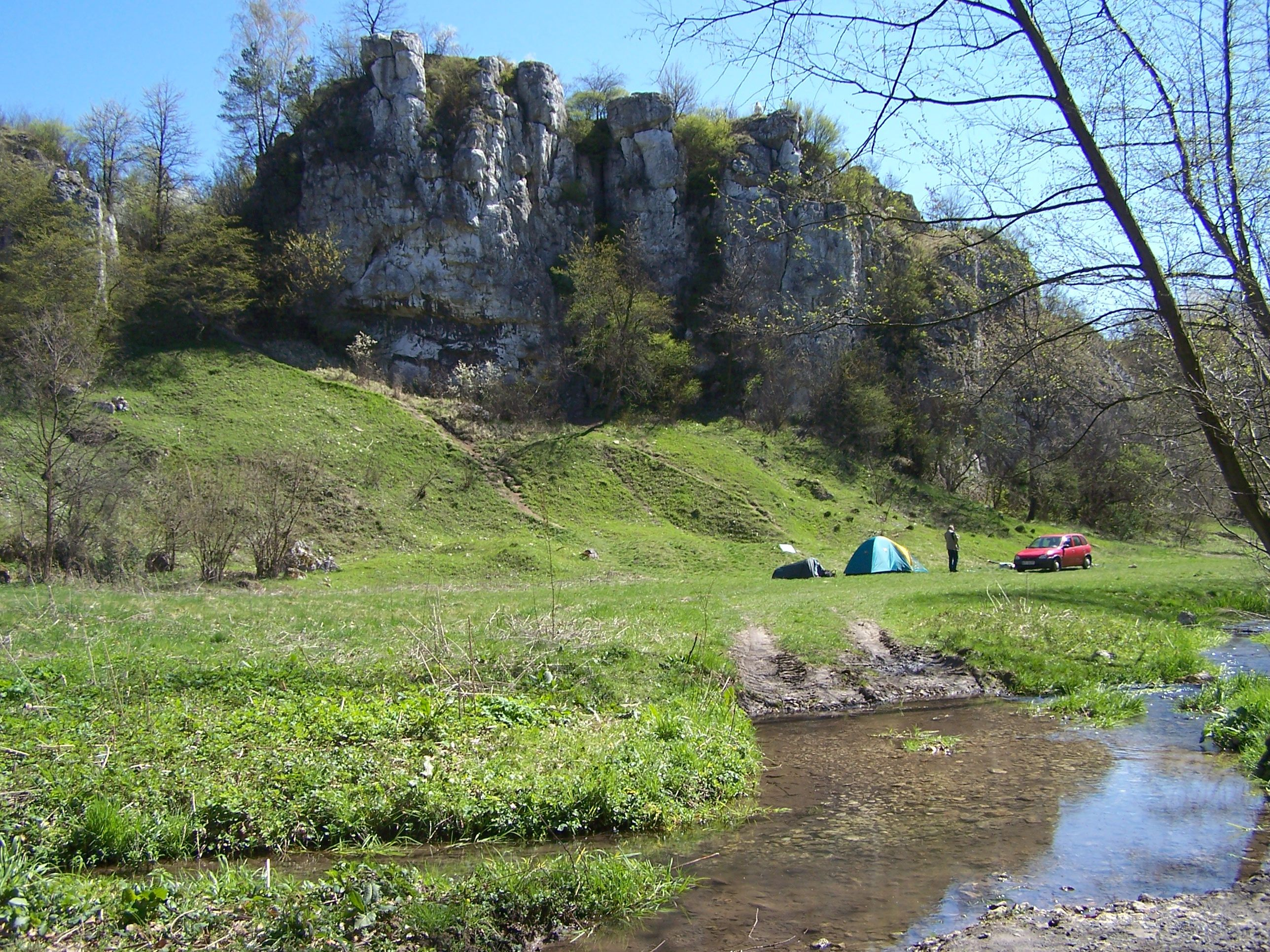
Dolina Kluczwody

Tereny gminy położone są na Wyżynie Krakowsko-Częstochowskiej (częściowo na Wyżynie Olkuskiej, a częściowo w Rowie Krzeszowickim) i wchodzą w skład pięknego krajobrazowo i wartościowego przyrodniczo i geologicznie obszaru Parku Krajobrazowego Dolinki Krakowskie oraz Ojcowskiego Parku Narodowego. Liczne ostańce i inne skały, głębokie wąwozy, krasowe źródła, jaskinie i odkryte punkty widokowe na wzniesieniach stanowią o dużych walorach krajobrazowych gminy. Znajduje się tu wiele skał udostępnionych do wspinaczki skałkowej. Na terenie gminy znajdują się takie atrakcje turystyczne, jak:
- Dolina Prądnika;
- Dolina Kluczwody z Skałą Zamczysko z resztkami dawnego zamku;
- Dolina Będkowska;
- Jaskinia Wierzchowska Górna;
- rezerwat przyrody Dolina Kluczwody;
- 26 pomników przyrody[7].

Przez gminę przebiegają liczne szlaki turystyki pieszej i rowerowej umożliwiające zwiedzenie atrakcyjnych turystycznie miejsc.

## Sport w gminie
Kulturę fizyczną na terenie Gminy Wielka Wieś propagują cztery Ludowe Kluby Sportowe: Błękitni Modlnica, Sportowiec Modlniczka, Orzeł Bębło, Jutrzenka Giebułtów.

## Komunikacja
Przez gminę przebiega droga krajowa nr 94, która łączy Kraków z Katowicami. Istnieją także połączenia autobusowe obsługiwane przez MPK Kraków:
- Linia 310 – Os. Podwawelskie – Będkowice Pętla;
- Linia 220 – Krowodrza Górka – Giebułtów Morgi;
- Linia 230 – Bronowice Małe – Ujazd Pętla;
- Linia 910 (nocna) – Bronowice Małe – Będkowice Pętla;

## Edukacja
Na terenie gminy znajdują się:
- Szkoły podstawowe – 8 (w tym jedna niepubliczna);
- Szkoły zawodowe i techniczne – 1.

## Historia
Teren dzisiejszej gminy Wielka Wieś to obszar zasiedlony już od najdawniejszych czasów. Odnotowano tu liczne ślady osadnictwa wielokulturowego zaczynające się od epoki paleolitu. Stanowiska archeologiczne znajdują się w Bęble (znaleziska w schronisku skalnym w Żytniej Skale i na stanowisku otwartym), w Będkowicach (wczesnośredniowieczne grodzisko na skałce Sokolica nad Doliną Będkowską; kopiec prehistoryczny) i w Wierzchowiu (znaleziska w Jaskini Wierzchowskiej Górnej). Najstarsze wzmianki pisane o terenach gminy pochodzą z XIII wieku. Wsiami wymienianymi w materiałach z tamtego okresu były: Będkowice – wieś wzmiankowana w 1329 roku, Biały Kościół – wieś wzmiankowana w 1325, Modlniczka – wieś wzmiankowana w 1388, Modlnica – wieś wzmiankowana w 1254, a także Wierzchowie – wieś wzmiankowana w 1470 roku.
W okresie rozbiorów teren obecnej gminy był podzielony pomiędzy dwa zabory – austriacki i rosyjski, a linia graniczna przebiegała częściowo z biegiem potoku Kluczwoda. Odtworzone słupy graniczne z herbami i drzewami genealogicznymi domów panujących (Habsburgów i Romanowów) obejrzeć można na prywatnej posiadłości w Dolinie Kluczwody. Pamiątkami po tych czasach, m.in. z okresu powstania styczniowego 1863, są: pomnik-mogiła powstańców w Szycach i grób ich dowódcy na cmentarzu w Modlnicy. W czasie II wojny światowej na terenie dzisiejszej gminy toczyły się działania partyzanckie, w których brał udział oddział AK „Skała”. Przypomina o tym tablica pamiątkowa umieszczona na skale we wsi Prądnik Korzkiewski.